# Piccolo Teatro di Catania
Il Piccolo Teatro di Catania è insieme una compagnia teatrale e il luogo omonimo dove la compagnia svolge la sua attività come “movimento di informazione e filologia teatrale”.

## Storia
Nel 1966 un gruppo di giovani attori e tecnici dà vita all'Associazione culturale Piccolo Teatro organizzando spettacoli secondo le tendenze avanguardistiche del tempo. Nella originaria saletta di via Costanzo sono infatti presentati testi poco noti in Italia: “Il cimitero delle automobili” di Fernando Arrabal, “Augusto Augusto Augusto” di Pavel Kohout, “La cimice” di Vladimir Majakovskij, “Le sedie” di Eugène Ionesco ed altri ancora. 
Nel 1974 l'Associazione si trasforma in cooperativa e inizia una proficua collaborazione con il Teatro Stabile di Catania. Nella sala del Teatro “A. Musco” presenterà “Un uomo è un uomo” di Bertolt Brecht, “Storia di Vasco” di Scheadé, “Peer Gynt” di Henrik Ibsen.
Nel 1989 la Cooperativa inaugura la sua sede teatrale, disegnata dall'anima della compagnia, il regista Gianni Salvo. La sala di 242 posti ha una struttura ad anfiteatro e un'acustica pregevole che ne permette una destinazione anche musicale, ospitando concerti e session di registrazione da studio (il cantautore Mario Venuti vi ha registrato il suo terzo album, Mai come ieri ).
Nei primmi anni Novanta ha inizio la collaborazione con il Teatro Massimo Vincenzo Bellini di Catania, con la produzione di “Zaira” di Voltaire, nell'ambito del festival belliniano 1990, la cui riduzione teatrale è stata affidata a Giancarlo Sbragia.
Nel 1991, a coronamento della propria militante attenzione verso la scena teatrale dell'est europeo, il Piccolo Teatro organizza una stagione teatrale ad hoc, che si concluderà con un convegno intitolato “Praga, palcoscenico dell'Est” . In quest'occasione il Piccolo Teatro ospita, a Catania per la prima volta, il Teatro nero di Praga.
Nel 1993, in occasione del bicentenario della morte di Carlo Goldoni, il Piccolo Teatro organizza una grande manifestazione intitolata “Goldoni europeo”, nella quale viene presentato un cartellone di spettacoli goldoniani, al quale partecipa, sempre per la prima volta a Catania, la compagnia francese “Théatre du Campagnol” con “Le jouer”, in lingua francese; la Compagnia spagnola Accion Teatral con “La Posadera”. La compagnia del Piccolo Teatro si riserva invece la novità assoluta de “Il mercato di Malmantile”, dramma giocoso su libretto di Goldoni. Anche in questa occasione, all'impegno artistico si affianca il momento della ricerca con un convegno internazionale intitolato “L'altro Goldoni”, che permette l'approfondimento dell'opera meno conosciuta di Goldoni, in particolar modo quella relativa ai libretti.
Per la notevole produzione di spettacoli per ragazzi, il Teatro viene selezionato nel 1994 dall'ETI (Ente Teatrale Italiano) quale referente per la Sicilia per l'organizzazione di un circuito regionale di Teatro per ragazzi.
Sempre nell'ottica dell'informazione e filologia teatrale, la compagnia recupera testi meno noti di Luigi Pirandello, come “La Salamandra” (balletto pantomima). 
Nel 1998, in occasione del centenario della morte di Bertolt Brecht, il Piccolo Teatro organizza un convegno di studi e mette in scena il balletto cantato “I sette peccati capitali” di Brecht-Weill, prodotto con la collaborazione dell'Istituto Musicale Vincenzo Bellini, che fornirà un organico di quarantasei elementi. 
Tra i nomi degli artisti nazionali e internazionali che hanno calcato il palco del Piccolo Teatro si annoverano Adriana Asti, Lucia Poli, Fiorenzo Fiorentini, Judith Malina e il Living Theatre, Marco Baliani.